# Plumularia setacea
Plumularia setacea är en nässeldjursart som först beskrevs av Carl von Linné 1758. Enligt Catalogue of Life ingår Plumularia setacea i släktet Plumularia och familjen Plumulariidae, men enligt Dyntaxa är tillhörigheten istället släktet Plumularia och familjen Plumularidae. Arten är reproducerande i Sverige. Inga underarter finns listade i Catalogue of Life.